# 四方 (富山市)
四方（よかた）は、富山県富山市の町名である。四方地区センターが所在している。四方地区の町名は基本、四方○○となっているがこの町のみは、特に○○にあたる地名は付けられていない。

## 特徴
富山平野の富山低地に位置しているが、砂丘上に集落があるので標高がやや高い。

## 地理
ほかの四方地区と同様に砂丘上にある。

## 施設
- 四方地区センター
- 北陸銀行四方支店

## 教育
- 富山市立四方小学校

## 参考出典
『富山県の地名』平凡社

## 交通
- 富山地方鉄道路線バス 14、90系統 「ちてつ四方バス停」など
- 富山ライトレールフィーダーバス